# Fir Bolg

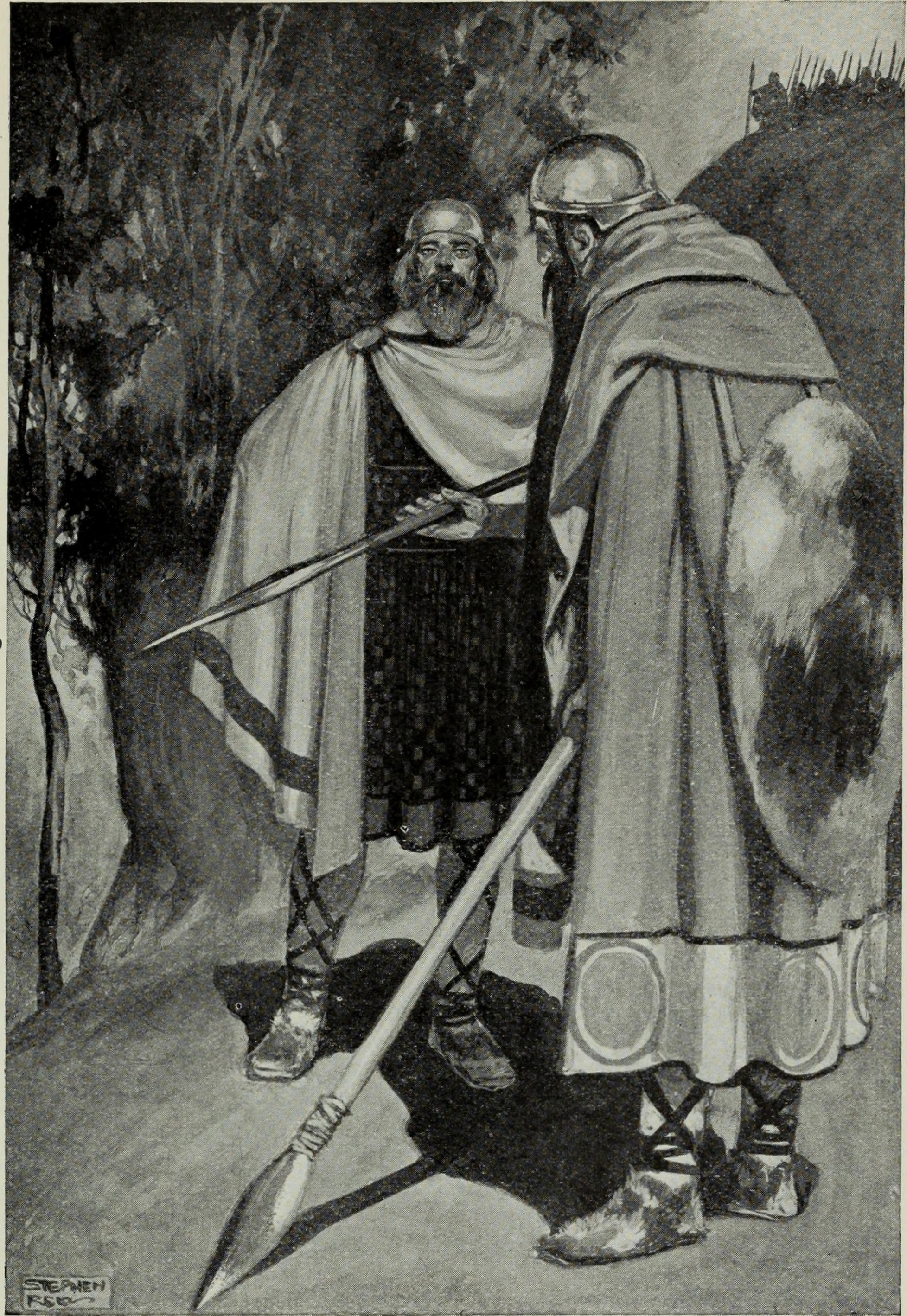
Spotkanie ambasadorów Fir Bolg oraz Tuath Dé przed bitwą pod Magh Tuireadh (ilustracja autorstwa Stephena Reida)

Fir Bolg (Fir Bholg) – w mitologii celtyckiej było plemieniem pochodzącym od Nemeda, zamieszkującym Irlandię przed przybyciem Tuatha De Danann. Nazwa „Fir Bolg” oznacza ludzi z workami. Wywodzi się ona z czasów zanim przybyli do Irlandii. Pracowali wtedy w Grecji jako niewolnicy nosząc ziemię w workach i usypując z nich umocnienia. Znaleźli się tam po tym jak zostali wypędzeni z wyspy przez Fomorian. Po 230 latach zbuntowali się i wyruszyli na swoich łodziach, które zbudowali z worków z powrotem do Irlandii. Na wyspę przybyli pod wodzą Dela, który podzielił wyspę pomiędzy swoich synów. Munster otrzymał Gann i Sengann. Leinster – Slane, Ulster – Rudraige.  Rządzili Irlandią tylko 37 lat po czym zostali pokonani w pierwszej bitwie pod Magh Tuireadh i wygnani z wyspy. Po drugiej bitwie pod Magh Tuireadh przegranymi okazali się Fomoraigowie, którzy jako bogowie zamieszkali pod wzgórzami Irlandii. Nie ma wzmianki w źródłach w jaki sposób Firbolgowie koegzystowali z Fomorianami w tym czasie. Miejsca w Irlandii, których nazewnictwo odnosi się do Firbolgów to Dún Bolg w Wicklow, Moherbullog w Clare, Moyboulgue w Cavan. Jeżeli badania wykazały by celtyckie pochodzenie tego plemienia, możliwe jest, że obecna ludność zamieszkująca te tereny jest ich potomkami. Wiele pomogły by w rozwikłaniu zagadki ich pochodzenia badania genetyczne i archeologiczne tych terenów.